# Aspidoras carvalhoi
Aspidoras carvalhoi är en fiskart som beskrevs av Han Nijssen och Isbrücker, 1976. Aspidoras carvalhoi ingår i släktet Aspidoras och familjen Callichthyidae. Inga underarter finns listade.